# Liste der Tawanannas
Diese Liste der Tawanannas behandelt die hethitischen Großköniginnen. Jene gelangten zu ihrem Rang durch die Heirat mit dem Großkönig. Da die Großköniginnen ihren Titel ihr Leben lang behielten, auch nach dem Tode ihres Mannes, konnte es geschehen, dass die Frau eines amtierenden Großkönigs den Titel Großkönigin nicht annehmen konnte, da dieses Amt noch von der Frau des Vorgängers ihres Gatten bekleidet wurde.
Die hethitische Chronologie ist weitgehend unsicher und daher sind die Regierungsdaten der Großköniginnen nur grob bestimmbar.

## Altes Reich
| Name       | Frau von     | Anmerkungen |
| ---------- | ------------ | ----------- |
| Kattuši    | Ḫattušili I. |             |
| Kali       | Muršili I.   |             |
| Ḫarapšeki  | Ḫantili I.   |             |
| Ištapariya | Telipinu     |             |

## Mittleres Reich
| Name       | Frau von      | Anmerkungen           |
| ---------- | ------------- | --------------------- |
| Ḫarapšili  | Alluwamna     | Tochter von Telipinu. |
| Iyaya      | Zidanta I.    |                       |
| Šummiri    | Ḫuzziya II.   |                       |
| Walanni    | Kantuzzili    |                       |
| Katešḫapi  | Ḫuzziya II.   |                       |
| Nikkalmati | Tudḫaliya I.  |                       |
| Ašmunikal  | Arnuwanda I.  |                       |
| Daduḫepa   | Tudḫaliya II. |                       |

## Hethitisches Großreich
| Name                             | Frau von                      | Anmerkungen |
| -------------------------------- | ----------------------------- | --- |
| Ḫinti                            | Šuppiluliuma I. (1. Frau)     | |
| Tawananna (früher auch Malnigal) | Šuppiluliuma I. (2. Frau)     | Babylonische Prinzessin. Ob sie Malnigal hieß, ist unsicher.                                                                             |
| Gaššulawiya                      | Muršili II. (2. Frau?)        | Vermutlich die zweite Frau Muršilis, eine unbekannte erste Frau vorausgesetzt. Auf einem Kreuzsiegel wird sie als Großkönigin tituliert. |
| Danuḫepa                         | Muršili II. (2. oder 3. Frau) | Amtierte auch noch unter Muwatalli II. und Muršili III.                                                                                  |
| Puduḫepa                         | Ḫattušili III.                | Amtierte auch noch mindestens 12 Jahre unter Tudḫalija IV.                                                                               |